# 系統性問題
系統性問題是指因為整體系統因素而產生的問題，和因為特定、個別性、獨立因素造成的問題不同，系統性問題也和飛行員操縱錯誤、使用者錯誤不同。飛行員操縱錯誤是指像飛行員或駕駛決策或行為錯誤造成的問題，使用者錯誤則是使用者不正確使用造成的錯誤。
有些系統性問題會重複出現，像2005年的洛杉磯時報專訪美國國立衛生研究院院長，其中就將藥廠支付給醫學界諮詢費醜聞一再出現，視為是系統性問題。
當系統的結構、組織或是政策變化時，系統可能會產生系統性問題。在表示原因和影響的石川图（魚骨圖）中，系統性問題會列為共因（common cause）問題，不是特殊原因問題（special cause）。

## 外部連結
- Common Cause of Variation （页面存档备份，存于）
- Special Cause of Variation （页面存档备份，存于）